# HD 54173
HD 54173，又名CD-24 4868，SAO 172986、HR 2686，是一颗恒星，视星等为6.08，位于銀經236.97，銀緯-7.94，其B1900.0坐标为赤經7h 2m 44.7s，赤緯-24° -7.94′ 19″。